# Julie Anne Robinson
Julie Anne Robinson é uma diretora de televisão britânica. Ficou conhecida por trabalhar em Cutting It, No Angels, Holby City e Suburgatory.

## Prêmios e indicações
| Ano  | Prêmio       | Categoria                           | Indicação                | Resultado | Referência(s) |
| ---- | ------------ | ----------------------------------- | ------------------------ | --------- | ------------- |
| 2005 | BAFTA        | Melhor seriado dramático            | Blackpool                | Venceu    | [ 4 ]         |
| 2006 | Golden Globe | Melhor minissérie para televisão    | Viva Blackpool           | Indicado  | [ 5 ]         |
| 2008 | BAFTA        | Melhor canção em uma série de drama | Coming Down the Mountain | Indicado  | [ 6 ]         |